# Luchtzuivering

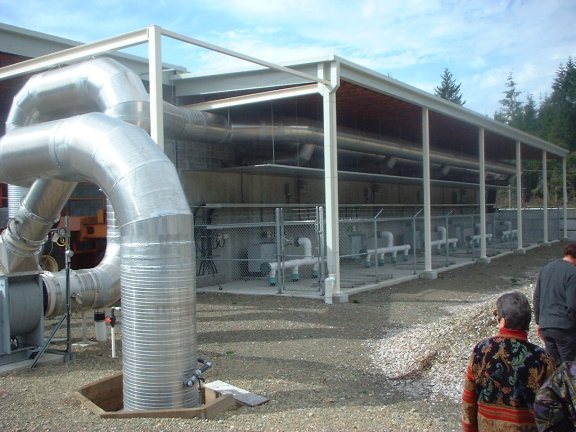
Een biofilter

Luchtzuivering, luchtreiniging, of luchtfiltering is de behandeling van lucht waarbij door middel van een bepaalde methode onzuiverheden uit de lucht verwijderd worden.

## Algemeen

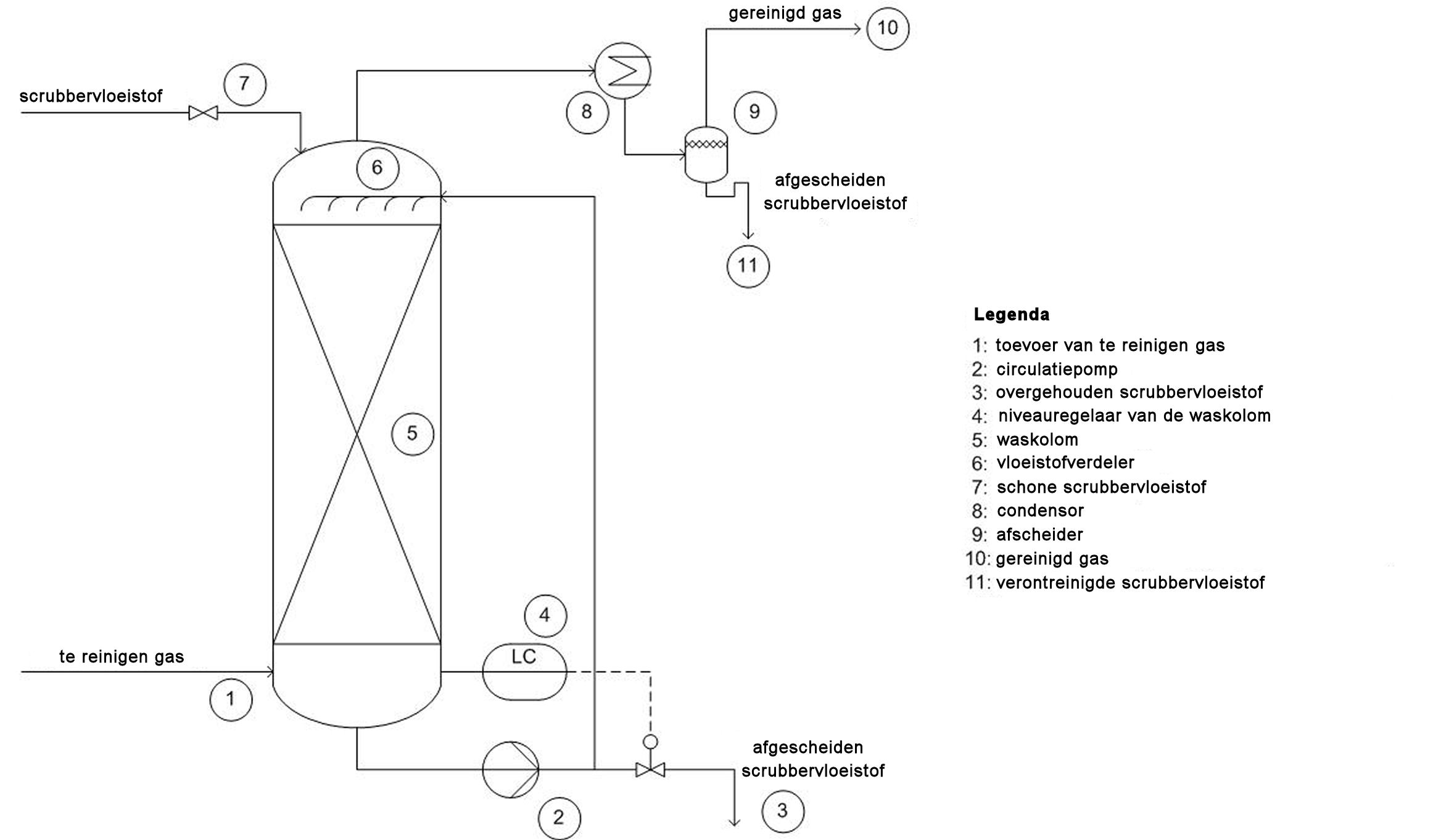
Een gaswasser

Luchtzuivering doelt op het zuiveren van de lucht van onzuiverheden. Deze onzuiverheden kunnen van microbiologische aard zijn (pollen, schimmels, sporen, bacteriën, virussen) of van organische of anorganische aard zijn (koolstof, teer, dieselroet, minerale stoffen). Ook de grootte van de onzuiverheden speelt een rol. Zo kan gesproken worden van grof stof, fijn stof, ultrafijn stof en de gasvormige fase, gaande van tientallen µm tot onder het nanometrische niveau.na
De keuze voor een bepaalde luchtzuiveringstechniek dient steeds bekeken te worden in het licht van de op te lossen problematiek en aan het gewenste eindresultaat. De effectiviteit van een bepaalde luchtzuiveringstechniek hangt af van verschillende parameters zoals efficiëntie, energieverbruik, onderhoud, geluid en investering.
Luchtzuivering kan betrekking hebben op binnenlucht of op afgassen (emissies). Binnen deze twee categorieën kan dan nog gekeken worden naar stofverwijdering en geurverwijdering. De verschillende technieken voor stofverwijdering en geurverwijdering zullen de hoofdthema's vormen van dit artikel.

## Stofverwijdering
Er bestaan vier grote groepen van technieken om lucht te reinigen op het gebied van stofverwijdering en dit zowel voor binnenlucht als voor emissie-stromen. Daarnaast bestaan ook enkele alternatieven, die in geen van de vier grote groepen thuis horen.

### Mechanische filters

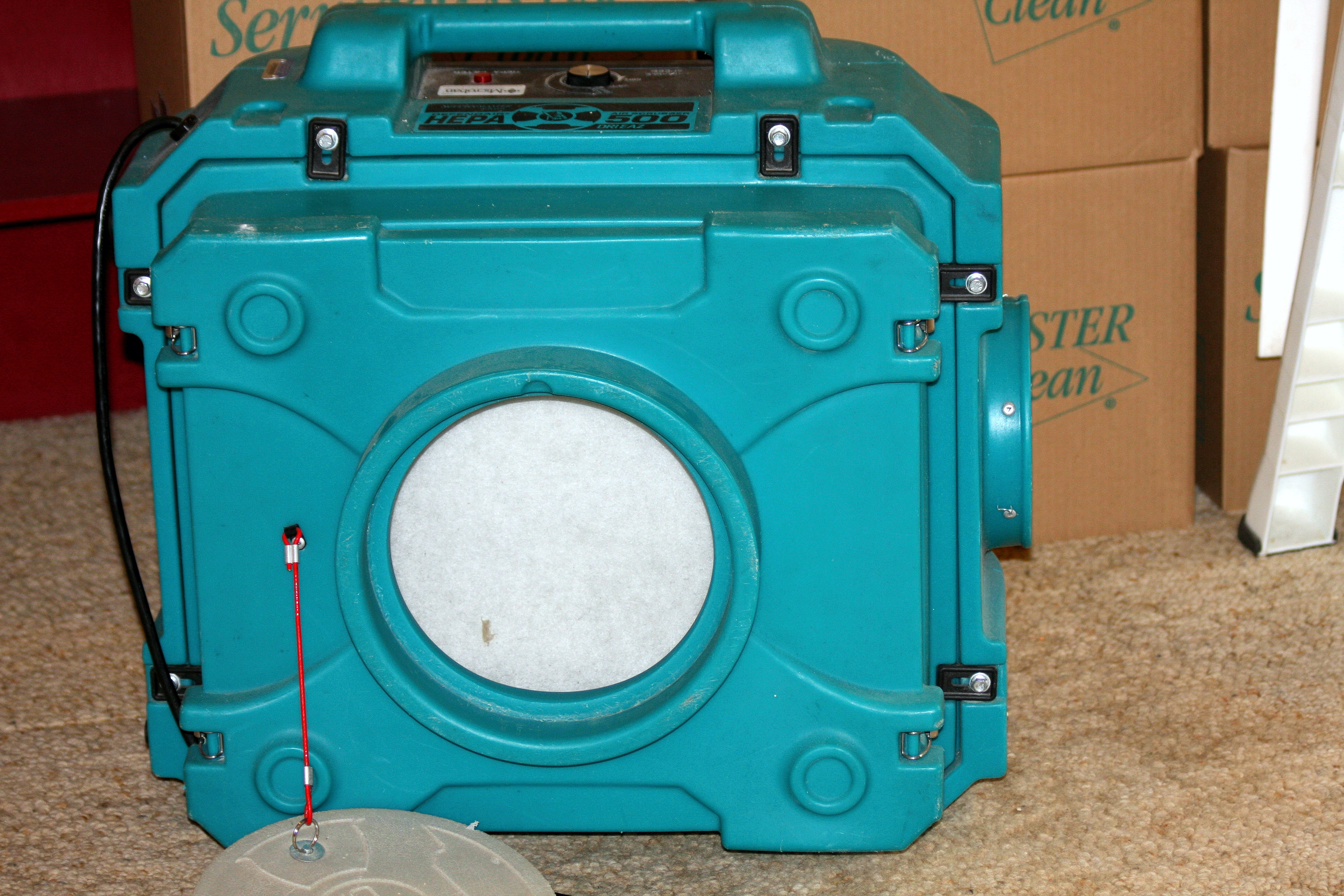
Een draagbaar HEPA filter

Mechanische luchtfilters verwijderen deeltjes uit de luchtstroom doordat deeltjes zich hechten aan het oppervlak van de vezels in het filtermedium. Geldende normen voor deze filters zijn EN779 en EN1822, voor respectievelijk grof- en fijnfilters en HEPA-filters. De mechanismen waarop de deeltjes in contact komen met de vezels in de filtermedia zijn: zeven, interceptie en diffusie. Naarmate de filters meer vuil verzamelen, daalt het rendement.
ZevenZeven treedt op wanneer de opening tussen de media (vezels, gaas, platen, etc.) kleiner is dan de deeltjesdiameter van het deeltje waarvoor de filter is ontworpen om te vangen. Dit principe is van toepassing op de meeste filterontwerpen en is uitsluitend gerelateerd aan de grootte van het deeltje, media afstand en media dichtheid.
InterceptieOm te worden onderschept (interceptie), dient een deeltje zich te bevinden binnen een afstand van een vezel die gelijk is met de straal van zichzelf. Het deeltje maakt dus contact met de vezel en wordt geïntercepteerd. Interceptie kan worden afgezet tegen het impactie mechanisme in die zin dat een deeltje dat wordt onderschept (geïntercepteerd) kleiner is en zijn traagheidsmoment niet sterk genoeg is om het deeltje in een rechte lijn te doen gaan. Het volgt dus de luchtstroom totdat het in contact komt met een vezel.
DiffusieDiffusie treedt op wanneer de willekeurige brownse beweging van een deeltje dat deeltje veroorzaakt om in contact te komen met een vezel. Diffusie is vooral een belangrijk mechanisme bij deeltjes met kleinere diameters, bijvoorbeeld < 1 µm.
Het gecombineerde effect van deze mechanismen bepaalt de efficiëntie van een mechanische filter. Mechanische filters dienen periodisch gereinigd of vervangen te worden, naarmate het vuil opstapelt op de filter.

### Elektrostatische filters of Electrets
Vezel- of rasterfilters worden door elektriciteit statisch geladen in de fabriek. De statische lading trekt vuildeeltjes aan uit de lucht die door de luchtreiniger stroomt. Deze blijven dan aan het filter kleven. Op den duur raakt het filter vol en moet het vervangen of gereinigd worden.

### Elektrostatische precipitatoren of laad-vangfilters

Principeschema van een elektrostatische afscheider

De vuildeeltjes in de lucht die door de reiniger stroomt, worden elektrisch geladen (bijvoorbeeld negatief of positief). Dan wordt de lucht tussen twee metalen platen geleid. Die platen zijn ook elektrisch geladen, maar met een tegenovergestelde spanning (hier negatief). Daardoor wordt het vuil door de platen aangetrokken en blijft het eraan plakken.
Ook hier zijn veel verschillende modellen elektrofilters voor verschillende toepassingen, elk met hun eigen specifieke eigenschappen.

### Ionisatoren
Luchtionisatoren laden door het apparaat stromende moleculen op door hoge spanning of UV-licht. De moleculen worden niet opgevangen in het apparaat, maar omdat ze elektrisch geladen zijn, slaan ze neer op een oppervlak met een tegengestelde lading. Daarnaast zorgt de ionisatie van de lucht ervoor dat bepaalde chemische stoffen een reactie met elkaar aangaan. Het idee hierachter is dat luchtverontreinigingen zo worden afgebroken tot minder schadelijk stoffen.

### Alternatieven

Principe van een hydrocycloon

Ook planten in huis kunnen gebruikt worden voor luchtzuivering. Het is bekend dat sommige planten effectief bepaalde typen onzuiverheden uit de lucht filteren.
Hydrocycloonfilters zijn bijzonder geschikt voor het afscheiden van grove stofdeeltjes en worden daarom vaak als zogenoemd voorfilter gebruikt, om de gebruikstijd van het fijnfilter te verlengen. Cycloonfilters werken volgens het principe van de cycloonafscheider. De lucht wordt door in het filterhuis aanwezige kanalen in draaiing gebracht. Ten gevolge van de centrifugale krachten worden de stofdeeltjes tegen de wand van het huis geslingerd en vallen in de stofverzamelbak.

## Geurverwijdering
Geurverwijdering is een meer complex aspect van luchtzuivering. Standaardoplossingen voor geurproblemen bestaan niet.

### Adsorptie
Chemisorptie (door middel van actieve kool of zeoliet) of ionisatie vormen de meest courante oplossingen voor geurbestrijding.

### Biofiltratie
Biofiltratie is ook een manier van luchtzuivering die focust op geurverwijdering: in een bed met biologisch actief materiaal (biomassa) of een met biomassa gevulde behuizing, wordt luchtverontreiniging geadsorbeerd en door micro-organismen geoxideerd tot water, kooldioxide en eventueel zouten. Mogelijke bedmaterialen zijn: heide/turf, compost. Om een betere procesbeheersing, en daarmee een hoger verwijderingsrendement te bereiken worden geavanceerde biofilters gesloten uitgevoerd. Met deze methode kunnen vluchtige organische stoffen, anorganische gassen en geuren uit een luchtstroom verwijderd worden.

### Gaswassing
Een gaswasser (nat of ook droog met kalk of natriumbicarbonaat) kan ook gebruikt worden als luchtzuiveringstechniek. Deze methode bestaat erin de vervuilde gasstroom op te lossen of te neutraliseren in een vloeistof. Deze vloeistof kan ofwel water, ofwel water met een reactief (bvb. een zuur zoals zwavelzuur tegen amines, natronloog tegen zwaveloxiden, natriumhypochloriet, waterstofperoxide, kaliumpermanganaat tegen waterstofsulfide) zijn, of ook dieselolie voor niet in water oplosbare stoffen. Gaswassers kunnen als emissiebeperkende techniek bij zeer veel gasvormige emissies worden toegepast. Gaswassing wordt ook wel absorptie genoemd.

### Oxidatie
De geur kan ook verwijderd worden door oxidatie. Dat kan op lagere temperatuur met een katalysator, of op hogere temperatuur thermisch. Thermische oxidatie kan zonder of met recuperatie van energie of ook met regeneratie in een zogenaamde regenerative thermal oxidizer kortweg RTO.

### Recente technieken
Ten slotte zijn er zowel voor stof- als voor geurverwijdering een aantal recente technieken waarmee geëxperimenteerd wordt, zoals bacteriofaag-verneveling, fotokatalyse, infrarood- (schimmels) en uv-belichting, luchtzuiverend beton, nanotechnologie en plasmakatalyse.